# Andrée Vaurabourg
Andrée Vaurabourg, née le 8 septembre 1894 à Toulouse et décédée le 18 juillet 1980 à Saint-Maur-des-Fossés, est une pianiste et pédagogue française.

## Biographie
En 1926, elle épouse le compositeur suisse Arthur Honegger dont elle a une fille, Pascale Honegger née en 1932.
Elle est la créatrice de plusieurs des œuvres de celui qui n'est pas encore son mari dont Toccata et Variations en 1916, les Sept Pièces brèves en 1920, Le Cahier romand en 1924 et le Prélude, Arioso et Fughette en 1932.
Elle a eu comme élèves Pierre Boulez, Serge Garant et Roger Matton entre autres.

## Hommages
Maurice Delage lui a dédié la seconde mélodie, « Les herbes de l’oubli… », de ses Sept haï-kaïs en 1925.